# Кирил Чимев
Кирил Николов Чимев е български математик, дългогодишен ректор на Югозападния университет „Неофит Рилски“.

## Биография
Роден е в 1933 година в Горна Джумая в семейството на Никола Чимев от Демиревската махала на село Бистрица и Спасуна от Хърсово. Кирил Чимев учи в Горна Джумая от 1941 до 1948 година. Никола Чимев притежава лимонадена работилница в центъра на Гона Джумая, която след Деветосептемврийския преврат е национализирана и в 1948 година семейството се изселва в Северна България. Кирил Чимев продължава образованието си в село Тръстеник, Плевенско (1948 - 1950), Долни Дъбник (1950 - 1951), Бяла Слатина (1951 - 1952). След това следва в Софийския университет, където завършва математика производствен профил и втора специалност физика през 1957 година. Започва работа като учител по математика в Механотехникума в Благоевград. В 1961 година е назначен за асистент във Висшия лесотехнически университет. В 1974 година става доцент.
От януари 1976 година Кирил Чимев участва в създаването на филиала на Софийския университет в Благоевград, който по-късно прераства в Югозападния университет. От 1976 до 1999 година ръковиди катедра „Математика“. В 1976 – 1983 година е негов заместник-ректор. В 1984 година става професор. От 1987 до 1989 година отново е заместник-ректор на вече Висшия педагогически институт в Благоевград. От 1990 до 1991 е декан, а от 1991 до 1999 година е ректор на висшето училище. От 1964 г. до 1988 г. е член на редакционната колегия на списание „Математика“.
Основните научни постижения на Чимев са при структурните свойства на функциите по отношение на отделимите им множества от променливи. Изследва въпросите за инвариантността на отделимите множества при операциите проектиране и отъждествяване на променливи.
Обявен е за почетен гражданин на Благоевград, почетен професор на Московския държавен педагогически университет, доктор хонорис кауза на Югозападния университет, носител на почетния знак на Висшия лесотехнически университет, носител на почетна грамота от Държавния комитет на Руската федерация за висшето образование, носител на званието Международен човек на 1991 – 1992 година на Международния биографичен център в Кеймбридж, почетен член на Българското дружество по биомеханика, член на Международната академия по информатизация, член на Съюза на математиците в България, член на Световната университетска академия „Платон“.
Кирил Чимев умира в 2016 година.
Ордени и медали
- „Св. св. Кирил и Методий“ I степен
- „1300 години България“
- „100 години от Освобождението на България от Османско робство, 03.III.1878- 03.III.1978“
- „Свети Климент Охридски“